# Militärmarsch (Bruckner)
Der  Marsch in Es-Dur,  WAB 116 ist ein Militärmarsch, der 1865 von Anton Bruckner komponiert wurde.

## Geschichte
Bruckner komponierte dieses für ihn einzigartige Werk am 12. August 1865 während seines Aufenthalts in Linz, als er seine erste Symphonie komponierte.
Er komponierte dieses Gelegenheitswerk für die Militär-Kapelle der Jäger-Truppe in Linz, als Geste der Wertschätzung für die Teilnahme an Aufführungen zweier seiner Werke, der Festkantate Preiset den Herrn und Germanenzug. Es ist jedoch nicht bekannt, ob es jemals von dieser Militärkapelle aufgeführt wurde. Im Bruckner-Handbuch wird nur vermerkt, dass der Marsch vermutlich 1865 in Linz aufgeführt wurde.
Bruckners Manuskript wird in der Österreichischen Nationalbibliothek aufbewahrt. Es wurde erstmals in Band III/2, S. 226–233 der Göllerich/Auer-Biografie herausgegeben. Das Werk ist in Band XII/8 der Gesamtausgabe eingeordnet.

## Musik
Das Werk, ein Marsch von 32 Takten und einem Trio von 32 Takten, ist in Es-Dur für Militärkapelle (Piccoloflöte, 5 Klarinetten, 2  Flügelhörner, 7 Trompeten, 3 Hörner, 2 Posaunen, 3 Euphonium, 2 Tuben, Trommeln und Basstrommel).
William Carragan schreibt in seinem Buch Anton Bruckner – Eleven Symphonies, dass „die dichte und brillante Blechbläserbesetzung im Jagdscherzo von Sinfonie Nr. 4 an Bruckners Infanteriemarsch in Es-Dur von 1865 erinnert.“

### Apollo-Marsch
Ein weiterer militärischer Marsch, der Apollo-Marsch, wurde viele Jahre Bruckner zugeschrieben und von Grasberger als WAB 115 bezeichnet. Dieser Marsch wurde sogar am 14. September 1924 aufgeführt, um den 100. Geburtstag Bruckners zu feiern.
Es steht heute fest, dass der Apollo-Marsch 1857 als „Mazzuchelli-Marsch“ für das Österreichisch-Ungarische Infanterie-Regiment Nr. 10 von Béla Kéler, einem anderen Schüler Kitzlers, komponiert wurde, während Bruckner die Instrumentierung und Form, aber nicht die Musik, für seinen eigenen Marsch in Es-Dur exakt kopierte.
Der Apollo-Marsch ist in einem Addendum zu Band XII/8 der Gesamtausgabe enthalten.

## Diskografie
Es gibt vier Aufnahmen von Bruckners Militärmarsch:
- Désiré Dondeyne, La Musique des Gardiens de la Paix de la Préfecture de Police de Paris, Marches militaires allemandes. Anthologie de la Musique d'Harmonie – LP:Societé d'études et de Réalisations Publicitaires (SERP) MC 7.033, 1976. Eine Digitalisierung des Marsches ist auf der Website von John Berky zu hören.[8]
- Ryusuke Numajiri, Osaka Municipal Symphonic Band, Harmoniemusik of the Great Composers – CD: Exton OVCL-00113, 2002
- Clark Rundell, Royal Northern College of Music Wind Orchestra, Experiments on a March – CD: Chandos CHAN 10367, 2005
- Major Arjan Tien, Marine Band of the Royal Netherlands Navy, Worthweill Originals – CD: Channel Classics, CCS 4219, 2018